# Т
Te (Т т; dạng chữ nghiêng: Т т) là một ký tự trong bảng chữ cái Kirin.
Т thường đại diện cho âm tắc chân răng /t/, giống như cách phát âm của ⟨t⟩ trong "toolkit".
Т khi được Latinh hóa thì sẽ trở thành chữ Latinh tương ứng là T.

## Lịch sử
Т trong bảng chữ cái Kirin bắt nguồn từ chữ cái Tau (Τ τ) trong bảng chữ cái Hy Lạp.
Trong bảng chữ cái Kirin cổ, tên của nó là твєрдо (tverdo), có nghĩa là "tốt".
Trong hệ thống chữ số Kirin, Т có giá trị là 300.

## Hình thức viết
Sự khác biệt chính giữa Т và Τ trong tiếng Hy Lạp hiện đại nằm ở hai phần chân bên dưới chữ cái Т. Т được vay mượn hình dạng từ chữ hoa Tau (Τ) trong bảng chữ cái Hy Lạp.
Т, giống như chữ cái Kirin Л, có hai biến thể đánh máy: một biến thể cũ hơn với đỉnh của nó nhọn (giống với Τ) và một biến thể hiện đại (lần đầu tiên được sử dụng trong phông chữ ở giữa thế kỷ 19) với hình vuông. Ngày nay, hầu hết tất cả các cuốn sách và tạp chí đều được in bằng phông chữ có biến thể thứ hai của chữ cái Т; biến thể đầu tiên khá phong cách và chỉ một số phông chữ văn bản phổ biến mới sử dụng nó (ví dụ được biết đến nhiều nhất là "Baltika" được thiết kế vào năm 1951-52 bởi V. G. Chiminova và những người khác).

## Cách sử dụng
It most often represents the voiceless dental plosive /t/. However, word-finally and before voiced consonants, it represents a voiced [d]. Before a palatalizing vowel, it represents /tʲ/.

## Các chữ cái liên quan và các ký tự tương tự khác
- Τ τ: Chữ cái Hy Lạp Tau
- T t: Chữ cái Latinh T
- Л л: Chữ cái Kirin El
- C c: Chữ cái Latinh C

## Mã máy tính
| Kí tự               | Т                          | Т                          | т                        | т                        |
| ------------------- | -------------------------- | -------------------------- | ------------------------ | ------------------------ |
| Tên Unicode         | CYRILLIC CAPITAL LETTER TE | CYRILLIC CAPITAL LETTER TE | CYRILLIC SMALL LETTER TE | CYRILLIC SMALL LETTER TE |
| Mã hóa ký tự        | decimal                    | hex                        | decimal                  | hex                      |
| Unicode             | 1058                       | U+0422                     | 1090                     | U+0442                   |
| UTF-8               | 208 162                    | D0 A2                      | 209 130                  | D1 82                    |
| Tham chiếu ký tự số | &#1058;                    | &#x422;                    | &#1090;                  | &#x442;                  |
| KOI8-R and KOI8-U   | 228                        | E4                         | 196                      | C4                       |
| Code page 855       | 167                        | A7                         | 166                      | A6                       |
| Windows-1251        | 196                        | C4                         | 228                      | E4                       |
| ISO-8859-5          | 180                        | B4                         | 212                      | D4                       |
| Macintosh Cyrillic  | 132                        | 84                         | 228                      | E4                       |